# Radichkov Peak
Der Radichkov Peak (englisch; bulgarisch Радишков връх Raditschkow wrach) ist ein 500 m hoher Berg auf der Livingston-Insel im Archipel der Südlichen Shetlandinseln. Im Levski Ridge der Tangra Mountains ragt er 2,25 km südöstlich des Great Needle Peak, 2,8 km südlich des Helmet Peak, 3,15 km südsüdwestlich des Plovdiv Peak und 1,5 km nordnordwestlich des M’Kean Point auf. Der Srebarna-Gletscher liegt südwestlich und der Magura-Gletscher nordöstlich von ihm. Seine Osthänge sind steil und eisfrei.
Die bulgarische Kommission für Antarktische Geographische Namen benannte ihn 2004 nach dem bulgarischen Schriftsteller Jordan Raditschkow (1929–2004).